# Lista över azerbajdzjanska fanbärare vid olympiska spelen
Azerbajdzjanska fanbärare vid olympiska spelen. Att vara fanbärare för den azerbajdzjanska truppen vid inmarschen under OS-invigningen är ett hedersuppdrag som ofta tilldelats en tidigare medaljör, vanligtvis en guldmedaljör.

## Fanbärare
| Nr | År                  | Säsong | Fanbärare            | Sport             |
| -- | ------------------- | ------ | -------------------- | ----------------- |
| 1  | Atlanta 1996        | Sommar | Nazim Hüseynov       | Judo              |
| 2  | Nagano 1998         | Vinter | Julija Vorobjova     | Konståkning       |
| 3  | Sydney 2000         | Sommar | Namiq Abdullayev     | Brottning         |
| 4  | Salt Lake City 2002 | Vinter | Sergej Rylov         | Konståkning       |
| 5  | Aten 2004           | Sommar | Nizami Paşayev       | Tyngdlyftning     |
| 6  | Turin 2006          | Vinter | Mikhail Rakimov      | Officiell delegat |
| 7  | Peking 2008         | Sommar | Färid Mansurov       | Brottning         |
| 8  | Vancouver 2010      | Vinter | Fuad Quliyev         | Officiell delegat |
| 9  | London 2012         | Sommar | Elnur Məmmədli       | Judo              |
| 10 | Sotji 2014          | Vinter | Rähman Xälilov       | Officiell delegat |
| 11 | Rio de Janeiro 2016 | Sommar | Teymur Mämmädov      | Boxning           |
| 12 | Pyeongchang 2018    | Vinter | Patrick Brachner     | Alpin skidåkning  |
| 13 | Tokyo 2020          | Sommar | Färidä Äzizova       | Taekwondo         |
| 13 | Tokyo 2020          | Sommar | Rüstäm Orucov        | Judo              |
| 14 | Peking 2022         | Vinter | Vladimir Litvintsev  | Konståkning       |
| 15 | Paris 2024          | Sommar | Mähämmäd Abdullayev  | Boxning           |
| 15 | Paris 2024          | Sommar | Gültac Mämmädäliyeva | Judo              |